# Bone Tomahawk
Bone Tomahawk è un film del 2015 diretto da S. Craig Zahler.
Western horror in cui il regista Zahler è anche sceneggiatore e compositore della colonna sonora.
Fanno parte del cast principale Kurt Russell, Patrick Wilson, Matthew Fox, Lili Simmons e Richard Jenkins.

## Trama
Nelle piane desertiche del vecchio West, i tagliagole Purvis e Buddy si procurano da vivere uccidendo e derubando gli incauti viaggiatori che passano la notte da quelle parti. Per sfuggire alla legge, si addentrano in una valle rocciosa, dove Buddy trova e profana un cimitero indiano, venendo ucciso dai nativi.
Undici giorni dopo, Purvis giunge febbricitante nella piccola città di Bright Hope, dove viene notato mentre nasconde il suo bottino da Cicoria, un anziano aiutante dello sceriffo Franklin Hunt. Avvertito del fatto, Hunt interroga lo straniero e gli spara a una gamba quando questo prova a scappare. Rinchiuso in cella in attesa dell'impiccagione, Purvis viene operato dalla dottoressa Samantha, moglie del capomastro Arthur O'Dwyer, costretto a letto con una gamba ferita dopo una brutta caduta. Quando si reca nel suo ufficio il giorno seguente, però, Hunt scopre che la dottoressa, il prigioniero e il suo giovane vicesceriffo Nick sono scomparsi. L'unico indizio è una freccia indiana conficcata nella parete.
Esaminato l'oggetto, un professore indiano di Bright Hope conferma che i rapitori sono un clan di trogloditi che vive isolato in una valle oltre le montagne, disconosciuti dalle tribù indiane e forzatamente allontanati 
in quanto umani primitivi simili a cavernicoli, che praticano il cannibalismo e l'incesto. Nonostante gli avvertimenti, un gruppo composto dallo sceriffo Hunt, Arthur O'Dwyer, Cicoria e il pistolero John Brooder si mette comunque in viaggio per riportare a casa i propri cari, se ancora vivi. Il viaggio a tappe forzate è reso più difficile dalla gamba ferita di Arthur, che rischia la gangrena per lo sforzo, e dai suoi screzi con Brooder, che aveva un debole per Samantha. Brooder inoltre deve fare i conti coi propri demoni, avendo ucciso molti indiani innocenti spinto dall'odio verso quelli che gli uccisero la famiglia. Una notte, due vagabondi messicani si avvicinano all'accampamento e, sospettando siano l'avanscoperta di un gruppo di tagliagole, Brooder li uccide a sangue freddo nonostante siano disarmati, indignando Cicoria e lo sceriffo. Quella stessa notte, tutti i cavalli del gruppo vengono rubati da dei predoni.
Non più capace di tenere il passo dei compagni, Arthur viene lasciato indietro dal gruppo che gli segnalerà il percorso con dei mucchietti di sassi. Quando i tre giungono alla valle vengono attaccati da due trogloditi e nonostante abbiano la meglio, Brooder perde una mano e, troppo orgoglioso per vivere come uno storpio, si fa lasciare indietro con un fucile, portando con sé un altro troglodita prima di morire. Sopraffatti, Hunt e Cicoria vengono trascinati nella caverna del clan e rinchiusi in delle rudimentali gabbie, dove trovano anche un Nick privo di conoscenza e Samantha, che li informa di come i trogloditi abbiano divorato Purvis. Sopraggiunge il loro capo, che spoglia Nick e lo scalpa, per poi squartarlo verticalmente a colpi di tomahawk d'ossa. Dopo essere stato fatto a pezzi Nick viene mangiato.
Secondo quanto osservato da Samantha, i trogloditi sono in tutto dodici, contando anche i tre già uccisi. Rendendosi conto di avere con sé la tintura d'oppio confiscata ad Arthur onde evitare che questo ne abusasse per il dolore alla gamba, il gruppo progetta di avvelenare con l'inganno più trogloditi possibile per facilitare il compito di Arthur, quando inevitabilmente arriverà seguendo le tracce che gli hanno lasciato. Tuttavia, solo due ne ingeriscono a sufficienza per perdere conoscenza e solo uno di questi muore d'overdose. Nel frattempo, Arthur percorre zoppicando il sentiero fino alla valle, dove uccide due trogloditi e scopre che la coordinazione dei loro attacchi nasce da un rudimentale fischietto inciso nella loro trachea. Dopo averlo estratto, lo usa per tendere un'imboscata e uccidere un altro troglodita.
Furiosi per l'inganno dell'oppio, il capo e un altro troglodita aprono il ventre di Hunt e conficcano nella ferita la fiaschetta di tintura arroventata, per poi sparargli nel braccio e in pancia col fucile a ripetizione. Sopraggiunge Arthur che uccide il secondo e ferisce il capo, che viene decapitato da Hunt col tomahawk d'ossa. Troppo grave per affrontare il viaggio di ritorno, lo sceriffo dice addio a Cicoria e ai coniugi O'Dwyer, facendosi lasciare lì armato di fucile per uccidere i tre trogloditi rimasti ed evitare così che questi ritornino a Bright Hope come accaduto con Purvis. Mentre i tre sopravvissuti sono ormai lontani, dalla caverna si odono tre spari e poi più nulla.

## Produzione
Il film è stato annunciato ufficialmente nell'ottobre del 2012, con un cast che comprendeva Kurt Russell, Peter Sarsgaard, Richard Jenkins e Jennifer Carpenter. Timothy Olyphant si era aggiunto al cast nel ruolo di John Brooder, venendo poi sostituito da Matthew Fox. Successivamente, anche Sarsgaard e la Carpenter sono stati sostituiti, rispettivamente da Patrick Wilson e Lili Simmons.
Le riprese del film, che ha avuto un budget di 1,8 milioni di dollari, sono cominciate nell'ottobre del 2014, tenendosi per 21 giorni al ranch cinematografico della Paramount Pictures di Malibù, California, e nei dintorni.

## Colonna sonora
Musiche di Jeff Herriott e S. Craig Zahler.
1. Four Ride Out – 1:23
2. In the Defile – 3:21
3. Four Ride out Reprise – 0:48
4. Dragged Along a Coarse Course – 1:12
5. One Man Walks – 2:25
6. Four Dead Men Ride Out – 0:41
7. The Burdened Quartet – 1:14
8. Den of Boar Tusks – 2:26
9. The Survivors Continue – 2:10
10. Haley-Marie Asher, Eleanor Bartsch, Chris Dozoryst, Frank Hanson, Jeff Herriott, Kelly Jarvis, Brian Leeper, Elizabeth Marvitz, Brad Townsend e Benjamin Whitcomb – Four Doomed Men Ride Out – 4:04 (testo: Jeff Herriott e S. Craig Zahler)

Durata totale: 19:44

## Promozione
Il primo trailer del film è stato diffuso online il 5 ottobre 2015.

## Distribuzione
Il film è stato presentato in anteprima al Fantastic Fest di Austin, Texas, il 25 settembre 2015.
Ha poi avuto una distribuzione limitata nelle sale cinematografiche statunitensi a partire dal 23 ottobre dello stesso anno da parte di RLJE Films, mentre in Italia è stato distribuito direct to video da Eagle Pictures l'11 maggio 2016.

## Accoglienza

### Incassi
Il film ha incassato 481.000 dollari al di fuori degli Stati Uniti.

### Critica
Sull'aggregatore di recensioni online Rotten Tomatoes, il film ha una percentuale di gradimento da parte della critica del 91%, basata su 93 recensioni, con una media del 7,3. Su Metacritic, il film detiene una media ponderata di 72 su 100, basato su 17 recensioni da parte della critica, ad indicare «giudizi tendenzialmente favorevoli».

## Riconoscimenti
- 2015 - Sitges - Festival internazionale del cinema fantastico della Catalogna[15][16]
  - Miglior regista a S. Craig Zahler
  - Premio José Luis Guarner
- 2016 - Independent Spirit Awards[17]
  - Candidatura per il miglior attore non protagonista a Richard Jenkins
  - Candidatura per la miglior sceneggiatura a S. Craig Zahler
- 2016 - Saturn Award[18]
  - Candidatura per il miglior film indipendente